# قائمة مؤتمرات الأنمي
هذه هي قائمة من مؤتمرات الأنمي جديرة بالملاحظة من جميع أنحاء العالم، تمييزا لها عن الاتفاقيات الكتاب الهزلي والاتفاقيات فروي والاتفاقيات الألعاب والاتفاقيات الرعب والاتفاقيات multigenre، والاتفاقيات الخيال العلمي. وتنقسم قائمة من قبل الموقع، ويشمل كل اتفاقية في الأقواس تواريخ خلالها عادة يقام عليه. التواريخ المذكورة هي الفترات الزمنية التقريبية أو التقليدية لكل اتفاقية.
ملاحظة: يفترض عقد اتفاقية يذكر إذا انها تلقت تغطية كبيرة في مصادر موثوق بها أن تكون مستقلة عن الاتفاقية ويلبي معايير الاشتمال لمادة قائمة بذاتها. قد يتم تطبيق شروط أخرى. لا يتم سرد متعدد النوع، والكتاب الهزلي، فروي، والألعاب، والخيال العلمي الاتفاقيات هنا

## أمريكا الشمالية

### كندا
Arranged by province from east to west.

#### نيو برونزويك
- Animaritime (in مونكتون in early July, moving to فريدريكتون in 2013)

#### كيبيك
- G-Anime (in غاتينو، كيبك in late January / early February)
- Otakuthon (in مونتريال in early/mid August)
- Nadeshicon (in مدينة كيبك in early April)

#### أونتاريو
- Anime North (in تورونتو in late May)

#### مانيتوبا
- Ai-Kon (in وينيبيغ in late July)

#### ألبرتا
- Animethon (in إدمونتون in August)
- Otafest (in كالغاري in May)

#### كولومبيا البريطانية
- Anime Evolution (in فانكوفر in June)

### الولايات المتحدة
Arranged by قائمة المناطق في الولايات المتحدة used by the مكتب تعداد الولايات المتحدة:

#### شمالي شرقي

##### بريطانيا الجديدة
Connecticut, New Hampshire, Maine, Massachusetts, Rhode Island, and Vermont
- Anime Boston (in بوسطن in March/April)
- PortConMaine (in ساوث بورتلاند in June)
- Quinni-Con (in هامدن (كونيتيكت) in March/April)

##### الأطلسي الأوسط
New Jersey, New York, and Pennsylvania
- AnimeNEXT (in اتلانتيك سيتي in June)
- KotoriCon (in Sewell, New Jersey in January)
- Tekko (in بيتسبرغ in April)
- Tora-Con (in روتشستر (نيويورك) in March/April)

#### الغرب الأوسط

##### الوسطى الشمالية الشرقية
Illinois, Indiana, Ohio, Michigan, and Wisconsin
- Anime Central (in روسمونت in May)
- Anime Midwest (in روسمونت in July)
- Anime Milwaukee (in ميلواكي (ويسكونسن) in February/March)
- Anime Punch! (in كولومبوس (أوهايو) in March)
- ColossalCon (in ساندوسكي (أوهايو) in June)
- EvilleCon (in إيفانسفيل in March)
- Glass City Con (in توليدو (أوهايو) in July/August)
- Ikasucon (in فورت واين in July/August)
- JAFAX (in بلدة ألندل in June)
- Matsuricon (in كولومبوس (أوهايو) in August)
- No Brand Con (in أو كلير in April)
- Ohayocon (in كولومبوس (أوهايو) in January)
- Shinboku-con (in هورون (أوهايو) in April)
- SugoiCon (in شارونفيل in November)
- Youmacon (in ديترويت during the first weekend of November)

##### شمال غرب الوسطى
Iowa, Kansas, Minnesota, Missouri, Nebraska, North Dakota, and South Dakota
- Anime Detour (in بلومنغتون in March/April)
- Anime Festival Wichita (in ويتشيتا in June/July)
- AnimeIowa (in كورالفيل in July)
- Anime NebrasKon (in أوماها (نبراسكا) in October/November)
- Naka-Kon (in أوفرلاند بارك in March)
- QC Anime-zing! (in دافنبورت in July)
- SoDak Con (in رابيد سيتي in May/June)

#### الجنوب

##### جنوب المحيط الأطلسي
Delaware, District of Columbia, Florida, Georgia, Maryland, North Carolina, South Carolina, Virginia, and West Virginia
- Animazement (in رالي (كارولاينا الشمالية) on يوم الذكرى weekend)
- Anime Festival Orlando (in أورلاندو (فلوريدا) in July/August)
- Anime Mid-Atlantic (in تشيسابيك (فرجينيا) in June)
- Anime USA (in واشنطن العاصمة in October/November)
- Anime South (in Pensacola Beach, Florida in December)
- Anime Weekend Atlanta (in أتلانتا during September)
- Aniwave (in ويلمينغتون (كارولاينا الشمالية) in December)
- Katsucon (in National Harbor, Maryland in February)
- Metrocon (in تامبا (فلوريدا) in June/July)
- NashiCon (in كولومبيا (كارولاينا الجنوبية) in April)
- Nekocon (in هامبتون (فيرجينيا) in November)
- أوتاكون (in بالتيمور (ماريلاند) in July/August)
- Tsubasacon (in هنغتينغتون (فيرجينيا الغربية) in October)

##### جنوب شرق الوسطى
Alabama, Kentucky, Mississippi, and Tennessee
- Kami-Con (in برمنغهام (ألاباما) in February)
- Middle Tennessee Anime Convention (in ناشفيل (تينيسي), Easter weekend)
- OMGcon (in أوينسبورو in June)
- Yama-Con (in بيغون فورغ in December)

##### الغربية الجنوبية الوسطى
Arkansas, Louisiana, Oklahoma, and Texas
- AnimeFest (in دالاس (تكساس) in August/September)
- Anime Matsuri (in هيوستن (تكساس) in March/April)
- Ikkicon (in أوستن in December/January)
- MechaCon (in نيو أورلينز (لويزيانا) in July/August)
- Oni-Con (in غالفستون in October)
- Project A-Kon (in دالاس (تكساس) in May/June)
- San Japan (in سان أنطونيو in July/August)
- Tokyo in Tulsa (in تلسا in July)
- Ushicon (in راوند روكس in February)

#### الغرب

##### جبل
Arizona, Colorado, Idaho, Montana, Nevada, New Mexico, Utah, and Wyoming
- Anime Banzai (in لايتون (يوتا) in October)
- Anime Salt Lake (in تايلورزفيل (يوتا) in June)
- Con-Nichiwa (in توسون in March)
- Nan Desu Kan (in دنفر (كولورادو) in September)
- Otakon Vegas (in وادي لاس فيغاس in January)
- Saboten Con (in غلانديل (أريزونا) in August/September)

##### مسالم
Alaska, California, Hawaii, Oregon, and Washington
- أنمي إكسبو (in لوس أنجلوس on يوم الاستقلال (الولايات المتحدة) weekend)
- Bak-Anime (in بيكرسفيلد in variable months including January)
- فانمي كون (in سان هوزيه on يوم الذكرى weekend)
- Kawaii Kon (in هونولولو in March/April)
- Kumoricon (in فانكوفر (واشنطن) on يوم العمل weekend)
- Sac-Anime (in ساكرامنتو (كاليفورنيا) twice a year in January and August/September)
- Sakura-Con (in سياتل on عيد القيامة weekend)
- Senshi-Con (in أنكوريج (ألاسكا) in September)
- Yaoi-Con (in بورلينغامي (كاليفورنيا) in September)

## أمريكا الجنوبية

### البرازيل
- Anime Friends (in ساو باولو during the month of July)

## آسيا والمحيط الهادئ

### أستراليا
- AVCon (in أديليد، in July)
- SMASH! (in سيدني، in August)
- Wai-Con (in برث، in March)

### هونغ كونغ
- Comic World HK (in February and August)

### إندونيسيا
- Anime Festival Asia Indonesia (First commercial event in Indonesia in September)

### اليابان
- AnimeJapan (in Tokyo in late March)
- كوميكت (in Tokyo in early/mid August and late December)
- جمب فيستا (in تشيبا in mid December)

### ماليزيا
- Comic Fiesta (in كوالالمبور once a year in December)
- Anime Festival Malaysia (first commercial event in Kuala Lumpur in June)

### الفلبين
- Cosplay Mania (in Pasay City)
- Ozine Fest (in Pasay City)

### كوريا الجنوبية
- Comic World (in سول once a month, in بوسان every two months)

### سنغافورة
- Anime Festival Asia (in سنغافورة in November.)
- EOY (Annual Anime/Manga/Cosplay Event in December)

## أوروبا

### الجمهورية التشيكية
- أنمي فيست (in برنو in May yearly)

### الدنمارك
- J-Popcon in كوبنهاغن in March every year.

### فلندا
- Animecon (in هلسنكي، توركو، تامبيري or يوفاسكولا in July or August; a subsidiary of the sci-fi convention Finncon)

### فرنسا
- جابان إكسبو (in باريس in July)

### ألمانيا
- AnimagiC (since 2006 in بون، Beethovenhalle)
- Connichi (كاسل (مدينة ألمانية), every September)

### سلوفاكيا
- Comics Salon (in براتيسلافا in September)

### إسبانيا
- Salón del Manga de Barcelona (in برشلونة in late October, early November)

### المملكة المتحدة
- D-Con (in دندي in February/March yearly)
- Hyper Japan (in لندن in July)

## الشرق الأوسط

### البحرين
- نينكسا أوتاكو (in البحرين once every other year)

## الاتفاقيات البائد وعلى التوقف
هذه هي الاتفاقيات البارزة التي لها في موجودة وقت واحد، ولكن قد ذهبت إما على التوقف لأكثر من سنة واحدة، أو الانتهاء من العمل تماما.
على التوقف:
- AM² (2011–2012)
- Japan Expo USA (2013–2014)

الميت:
- Ani-Jam (2003-2014)
- AnimeCon (1991)
- Anime Contents Expo (2012–2013)
- Anime Vegas (2004–2013)
- Animania (2002–2014)
- AniZona (2005–2009)
- AUKcon (1994)
- Aurora-Con (2006–2008)
- Big Apple Anime Fest (2001–2003)
- Daigacon (2007–2009)
- Kunicon (2004–2005)
- MangaNEXT (2006–2012)
- Manifest (2001–2013)
- PersaCon (2003–2011)
- Providence Anime Conference (2008)
- Shoujocon (2000–2003)
- سوغين كون (2005–2013)
- Tokyo International Anime Fair (2002–2013)
- Tomo-Dachi (2005–2007)
- UppCon (2001–2012)
- Yuricon (2003–2007)

## روابط خارجية
- AnimeCons.com
- Cospix.net Convention Map
- UpcomingCons.com